# Driftströmung
Als Driftströmung (auch „Driftstrom“ und „Triftstrom“) wird eine oberflächennahe Meeresströmung bezeichnet, die hauptsächlich durch den Einfluss länger anhaltender Winde bei gleicher Windrichtung hervorgerufen wird. Sie ist direkt an der Meeresoberfläche am größten, nimmt aber nach unten rasch ab. Im offenen Ozean bewirkt der Driftstrom nur eine geringe Änderung des Wasserspiegels, während in Binnen- und Randmeeren durch Staueffekte an den Küsten ein Anstieg von einigen Zentimetern bis Dezimetern erfolgen kann.
Andere Ursachen von Meeresströmungen sind die Gezeiten (Gezeitenstrom) sowie Dichteunterschiede als Folge von Unterschieden der Wassertemperatur und des Salzgehaltes (siehe auch thermohaline Effekte).
Nur bei global anhaltender Windstille und damit den Wegfall der windgetriebenen Zirkulation sowie ohne alle Temperatur- und Dichteunterschiede würde der Meeresspiegel genau mit der theoretischen Niveaufläche des Geoids zusammenfallen.

## Erforschung
In einem Forschungsprojekt von 1961 setzte das damalige Deutsche Hydrographische Institut rund 4000 wasserdicht transparent verpackte, schwimmende Driftkarten in der Nordsee aus. Diese bestanden aus einer einmal gefalteten Rücksendekarte im Format DIN A6, einer gefalteten Anleitung (?) und 2 Blättern Kork als Auftriebskörper. 2025 erläuterte das Bundesamt für Seeschifffahrt und Hydrographie (BSH) in Hamburg dazu, dass damit Driftbewegungen in der Nordsee insbesondere im Zusammenhang mit Ölverschmutzungen untersucht wurden. 30 % der Karten wurden per Post von Findern aus „England, Norwegen, Schweden, Dänemark und Deutschland“ zurückgeschickt. Eine Karte wurde 2025 – also nach mehr als 40 Jahren – angeschwemmt an einem Strand der Nordseeinsel Juist gefunden. Heute setzt das BSH Argo-Treibbojen ein, die laufend ihre Position melden.

## Zur Mechanik
Oberflächenströmungen entstehen vor allem durch die Schubkraft des Windes. Im größeren Ausmaß werden Wassermassen aber nur von solchen Winden in Bewegung gesetzt, die über längere Zeit aus derselben Richtung wehen. Die wichtigsten Urheber im globalen Maßstab sind daher die Passat- und die Westwinde.
Vereinfacht lassen sich dabei sechs Effekte unterscheiden:
1. Die oberste Wasserschicht erhält durch den Wind den direkten Bewegungsimpuls und strömt mit etwa einem Fünftel der bodennahen Windgeschwindigkeit. Diese Wasserströmung wird je nach geographischer Breite durch die Corioliskraft abgelenkt. Diese bewirkt bei einer Wasserströmung von den Polen zum Äquator eine Ablenkung nach Westen, bei einer Strömung in entgegengesetzter Richtung eine Ablenkung nach Osten.
2. Auch die nächsttiefere Wasserschicht wird durch turbulente Reibung in Bewegung gesetzt, jedoch mit viel kleinerer Geschwindigkeit als das Oberflächenwasser.
3. Wenn schließlich die seitliche Ablenkung 90° übersteigt, beträgt die Strömungsgeschwindigkeit nur noch etwa 5–6 % des Oberflächenwertes, und bei 180° etwa 4 %. Die Wassertiefe, bei der dieser quasi-stabile Zustand eintritt, wird als Reibungstiefe bezeichnet. Für eine geografische Breite von 50° und einer Windgeschwindigkeit von 7 m/s (25 km/h) beträgt die Reibungstiefe etwa 60 m.
4. Die rasche Geschwindigkeitsabnahme der windgetriebenen Strömung macht deutlich, dass diese nicht sehr tief reichen kann – maximal etwa 200 m.
5. Die coriolis-bedingte seitliche Wasserversetzung bewirkt, dass bei einem reinen Driftstrom ein mittlerer Wassertransport senkrecht zur Windrichtung erfolgt, was auch die häufigen Querzirkulationen erklärt.
6. Nahe den Kontinentalrändern stauen sich die Wassermassen, sodass die Meeresoberfläche geneigt ist. Dies hat Druckgradienten der gesamten Wassermasse bis zum Meeresboden zur Folge, die ihrerseits Strömungen und Corioliseffekte bewirken. In Binnenmeeren vermischen sie sich mit den oberen Wasserbewegungen und können (z. B. in der Ostsee) nach einigen Tagen die Umkehr der oberflächennahen Meeresströmung einleiten – siehe Kompensationsstrom.

Neben dem Wind führen auch Dichteunterschiede im Meerwasser zu Strömungen. Im Sinne der Potentialtheorie kann der Meeresspiegel nur dann eine Gleichgewichtsfigur bilden, wenn alle Niveauflächen bis zum Meeresgrund mit den Flächen gleicher Dichte zusammenfallen. Jede Störung dieses Gleichgewichts – vor allem durch Temperatur und Salzgehalt – hat seitliche oder vertikale Wasserbewegungen zur Folge, weil Wasserteilchen verschiedener Dichte nicht nebeneinander bleiben können. In ein Berechnungsmodell müssen daher auch Größen wie Sonneneinstrahlung, nächtliche Abkühlung, Bewölkung, Verdunstung, Niederschläge usw. eingehen.
Weitere merkliche Bewegungen werden durch die Zuflüsse der großen Ströme verursacht. Sie reichen oft weit über das Mündungsgebiet hinaus. Analog wirken ausbleibende Zuflüsse oder Niederschläge.

## Groß- und kleinräumige Driftströme

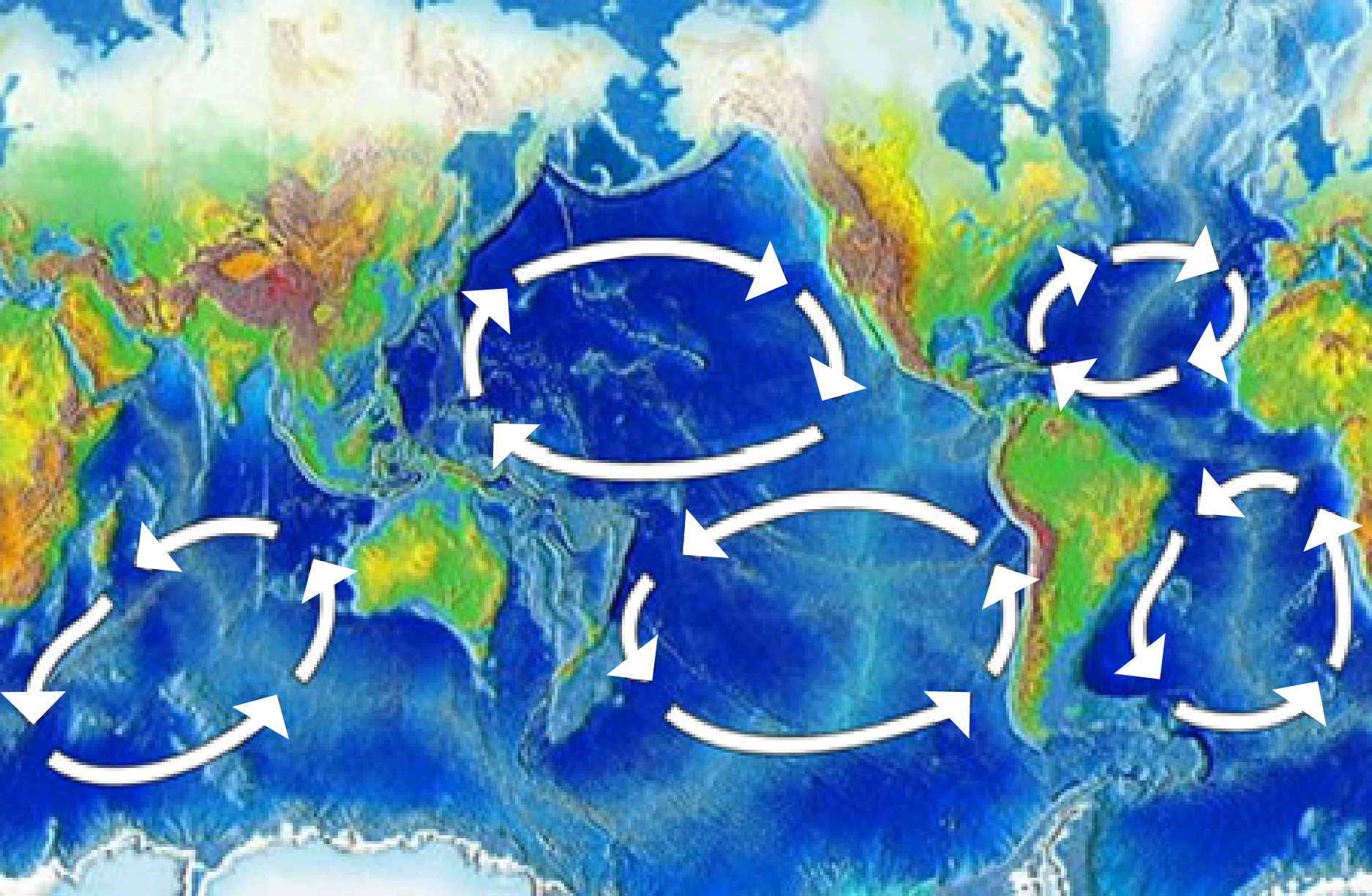
Die fünf größten Driftströme der Erde.

Die meisten großräumigen Meeresströmungen werden von den globalen Windsystemen wie den Passaten, den Monsunen und der zonalen Westdrift angetrieben, aber auch vom regionalen Wettergeschehen beeinflusst. Länger anhaltende Winddrift führt schließlich zu einem Gleichgewicht zwischen der Drift, den Kräften, die durch Gradienten von Temperatur oder Salinität hervorgerufen werden, der Topografie von Küste und Meeresboden und der Corioliskraft.
Driftströme betreffen vornehmlich die obersten Wasserschichten (etwa 200–300 m) und werden daher als Oberflächenströmungen bezeichnet. In der Nähe großer Landmassen verlaufen die meisten dieser Ströme annähernd parallel zu den Küsten der Kontinente.
Generell steht den Oberflächenströmen die Tiefenzirkulation ausgleichend gegenüber, welche die Wassermassen der Kaltwassersphäre bis zum Ozeanboden erfasst. Sie ist aber viel langsamer als der oberflächennahe Driftstrom, da sie ein wesentlich größeres Volumen erfasst. Im offenen Meer verläuft die Tiefenzirkulation im Wesentlichen meridional, wird aber zwischen den Ozeanen durch verschiedene Schwellen (u. a. mittelozeanische Schwellen) behindert bzw. abgelenkt. Schon Alexander von Humboldt erkannte bei seinen Forschungen in Südamerika, dass das kalte Tiefenwasser in den niedrigen Breiten beidseits des Äquators einen ständigen Nachschub aus polaren Breiten erhalten muss.
Große Meeresströmungen können über Hunderte und Tausende von Kilometern verfolgt werden; zu den bekanntesten zählen der Golfstrom und der Benguelastrom, der Nordpazifikwirbel gehört zu den fünf größten kreisförmigen Meeresdriften.
Kleinräumige Driftströme dominieren vor allem die Binnenmeere und sind wesentlich variabler, weil sie unmittelbarer mit der Windrichtung zusammenhängen. Je kleiner ein Binnenmeer oder ein Meerbusen, desto eher tritt auf der Leeseite ein Wasserstau auf und umso rascher geht daher der Driftstrom in den entgegengesetzten Kompensationsstrom über.
Die Verhältnisse in großen Meeresbuchten können ebenfalls von lokalen Driftströmungen dominiert werden, doch treten auch Verwirbelungen mit großräumigeren Driften auf. Komplizierter sind die Verhältnisse etwa im Golf von Guinea und insbesondere im Golf von Mexiko, wo die Strahlungsbilanz eine große Rolle spielt.

## Kompensationsströmung
Neben Driftströmen gibt es das umgekehrte Phänomen, Kompensationsströmungen: Sie treten auf, wenn z. B. das in einem Binnenmeer durch den Winddruck  auf Lee „gestaute“ Wasser zurückzufließen beginnt.